# 巴西穴䳍
巴西穴䳍（学名：Crypturellus strigulosus）是䳍科穴䳍屬的一种鸟类。

## 特征
巴西穴䳍体重约430.58克，翼长约160.9毫米，嘴峰长约32.3毫米，喙宽度约5.3毫米，喙厚度约5.3毫米，跗蹠长约46.4毫米，尾长约47.9毫米。巴西穴䳍在其分布区内为留鸟，其栖息在密集的高大的树木组成的森林中。食性为草食性。

## 分布
巴西亚马逊河南部热带地区，及毗邻的秘鲁东部和玻利维亚西北部。